# WallyPower 118
WallyPower 118 este un iaht de 36 de metri lungime.
Iahtul poate găzdui șase oaspeți și un echipaj de șase membri care să aibă grijă de navigarea sa.
Este dotat cu trei turbine pe gaz care generează o putere totală de 16.800 CP.
Iahtul poate prinde o viteză de 112 km/h, fiind unul dintre cele mai rapide iahturi din lume.
De asemenea, Wallypower 118 este cel mai mare motoriaht din seria Wally.